# آگیوزیا
آگیوزیا (به انگلیسی: Ageusia، خوانش: ə-GEW-zee-ə) از دست دادن کارکردهای مزه‌شناسی زبان است؛ به‌ویژه ناتوانی در شناسایی شیرینی، ترشی، تلخی، شوری و اومامی (به‌معنی مزه دل‌پذیر و خوشایند و ادویه‌ای خوراک). گاهی با آنوسمی اشتباه می‌شود. از آن‌جا که زبان تنها می‌تواند بافت را نشان دهد و میان مزه‌ها گونه‌گونی قایل شود، بیشتر آنچه که به‌عنوان حس چشایی دریافت می‌شود در واقع از بو گرفته می‌شود. آگیوزیا دارای ارتباط کمی در مقایسه با هایپوگیوزیا - از دست دادن پاره‌ای مزه - و دیسگیوزیا - تحریف یا تغییر مزه - است.
پژوهش‌های تازه نشان داده که برخی بیماران کووید-۱۹ دچار آنوسمی و ناچشایی کوتاه‌مدت شده‌اند.
واژه Ageusia از پیشوند منفی‌ساز -a در انگلیس و واژه geûsis در یونانی و پسوند اسم‌ساز ia- ساخته شده است.